# John Garang

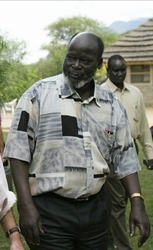
John Garang

John Garang de Mabior (23 de juny de 1945, Wagkulei, prop de Bor, Gran Nil Superior, Sudan del Sud - 30 de juliol del 2005) va ser un polític del Sudan del Sud.

## Biografia

### Primers anys i formació
Nasqué en una família pobre d'ètnia dinka. Als anys seixanta va integrar-se en el moviment Anya Anya del general Joseph Lago, que després d'anys de guerra (1955-1972) va aconseguir un estatut d'autonomia pel Sudan del Sud (Acord d'Addis Abeba, 1972) i com a part de l'acord es va integrar a l'exèrcit sudanès com suboficial, i més tard va estudiar per oficial i va arribar a coronel. En els seus estudis va obtenir un grau PHD d'agricultura i economia de la universitat estatal d'Iowa.

### Líder rebel
El 1983 el president sudanès Gaffar Numeiri va intentar abolir l'autonomia del sud, el 16 de maig de 1983 Kerubino Kwanyin Bol va iniciar la guerra, seguida d'altres militars i població. Garang va desertar de l'exèrci, es va unir als rebels i va fundar el Sudan People's Liberation Movement i el Sudan People's Liberation Army (SPLM/A) iniciant la segona guerra civil del Sudan (1983-2005) del que va tenir el comandament com a militar de més altra graduació dels revoltats.
Era considerat panafricanista, carismàtic, pragmàtic amb idees pròpies i sempre ben informat, va dirigir la guerrilla per més de vint anys superant les escissions dins el moviment i fins i tot algun intent d'assassinar-lo.
El 28 d'agost del 1991 es va produir la declaració de Nasir en la que una part dels membres del SPLM/SPLA dirigits pel cap nuer Riak Machar es van escindir i van tractar d'enderrocar-lo però les forces lleials a Garang van resistir i el moviment va quedar dividit en les faccions SPLA-Torit de John Garang (per tenir la seva base a Torit) i el SPLA-Nasir, de Riak Machar i Lam Akol a les que l'estiu del 1992 es va sumar una tercera facció, el SPLA de William Nyon Bany i Josep Oduhu. El març de 1993, Kerubino Kwanyin Bol i Arok Thon Arok que havien estat empresonats per Garang i el 1991 havien fugit a Uganda, van retornar i van formar les seves pròpies faccions (SPLA-Bor, de Arok Thon Arok, i SPLA-Bahr al-Ghazal, de Kerubino Kwanyn Bol).
Totes les faccions excepte la de Garang es van unir (Declaració de Kongor) i van formar la facció SPLA-Unity però Riak Machar i Lam Akol es van separar poc després i Machar va formar el Southern Sudan Independence Movement (SSIM) i Lam Akol va formar la facció SPLA-Nasir United o simplement SPLA-United (de base shilluk).
El 1993 el SPLA de Garang va anunciar un alto el foc, que no fou seguit per Machar ni per la facció anomenada "Unity Forces" de William Nyuon Bany. Després de la mort d'Oduhu en un atac del SPLA de Garang, Nyon Bany va entrar al SSIM, Kerubino va mantenir la seva pròpia facció i Thon Arok es va unir amb Lam Akol.
El 1995 el SSIM i el SPLA van acostar posicions però aquell any les forces rebels foren derrotades diverses vegades per l'exèrcit sudanès i expulsades cap a Etiòpia i Eritrea, encara que després van poder tornar a les zones rurals.
El 1996 el SSIM, la facció SPLA-Bahr el Ghazal (dirigida pel mític comandant Kerubino Kwanyin Bol, que va disparar el primer tret a la guerra) i altres faccions menors van arribar a un acord amb el govern (10 d'abril). Machar controlava part de la província del Nil Superior i Kerubino part de la de Bhar al-Ghazal. El desembre de 1996 Garang va establir un acord amb els partits d'oposició del nord, el que li va fer perdre el suport dels nubas (nuba), negres del nord, que en cas d'una secessió del sud quedarien en una situació força precària.
El gener de 1997 el SPLA inicià una gran ofensiva amb el suport d'Uganda i probablement d'Etiòpia i Eritrea (i ajut americà en diners) i en els següents mesos van recuperar la major part de les províncies del sud, dominant un territori més gran que França on es va establir un embrió d'estat anomenat Nou Sudan.
El 21 d'abril de 1997 es va signar formalment el tractat de pau a Khartum entre el govern i les faccions de Machar, Kerubino i altres grups menors, destacant entre aquestes la facció de Teophillo Ochan, cap de l'EDF (Equatoria Defense Force). L'acord preveia un referèndum d'autodeterminació el 2001, i mentre un Consell de Coordinació Transitori Autònom per governar el sud del país, sense llei islàmica i amb seu a Juba; eren reconegudes la llei basada en els costums, i es decretava una amnistia. La presidència del Consell va quedar en mans de Riak Machar i les forces compromeses en l'acord van formar el United Democratic Salvation Front (UDSF) i la South Sudan Defence Forces (que havia de combatre l'SPLA i els grups que hi estaven aliats inclosa la National Democratic Alliance (NDA), una federació de forces opositores del nord de Sudan, que tenia el suport d'Eritrea).
Després de victòries i desfetes, els darrers anys es va assegurar el control de gairebé tot el sud del país menys algunes ciutats, i va estendre la seva influència cap a l'oest i sud-est del Sudan.
El 2001 Machar va trencar amb el govern (2001) i el 6 de gener de 2002 el seu moviment, reanomenat Sudan Peoples Democratic Front (amb la bramca militar Sudan Peoples Defence Army) es va unir al SPLA. Riak Machar era també cap d'un grup de faccions sota el nom de United Democratic Salvation Front, UDSF (branca militar les South Sudan Defence Forces). La unió es va produir sota pressió exterior (per presenter un front comú) i es va acordar que les dues organitzacions funcionarien sota el nom de SPLA/SPDF (Sudan Peoples Liberation Army/South Sudan Defence Forces).

### Acords per a l'autonomia i autodeterminació de Sudan del Sud
El 20 de juliol del 2002 es va signar el Protocol de Machakos amb el govern que va obrir el camí de la pau en reconèixer el dret d'autodeterminació. El protocol va anar seguit de diversos acords complementaris, el darrer dels quals el 31 de desembre del 2004 a Nairobi, quan es va arribar a un acord general de pau, signat formalment a Nairobi en una cerimònia el 9 de gener del 2005 conegut com a "Comprehensive Peace Agreement (CPA)"; es va establir l'autonomia del sud i es va preveure un referèndum d'autodeterminació en el termini de sis anys (gener del 2011). Garang va passar a ser vicepresident del Sudan i president del Sud, i el SPLA/SPDF va rebre un terç dels ministeris. El SPLM va esdevenir partit polític reconegut.
El 9 de juliol del mateix any, Garang, d'acord amb el previst, va arribar a Khartum per prendre possessió del càrrec de vicepresident del país.

### Mort
Garang va morir en un accident d'helicòpter el 30 de juliol del 2005 tres setmanes després del seu nomenament, i la seva mort va provocar violents aldarulls especialment a Khartum, Juba, Wau, Bor i Port Sudan, per la sospita d'un assassinat polític. El va succeir Salva Kiir Mayardit, que l'11 d'agost prengué possessió com a vicepresident sudanès i també president del sud i president del SPLM.

## Obres
- John Garang: John Garang speaks. Edited and introduction by Mansour Khalid. KPI, London u. a. 1987, ISBN 0-7103-0268-1.
- John Garang: The Call for Democracy in Sudan. Kegan Paul International, London u. a. 1992, ISBN 0-7103-0401-3.